# 캔자스시티 서던 데 멕시코
캔자스시티 서던 데 멕시코(스페인어: Kansas City Southern de México, 이하  KCSM)는 누에보레온 몬테레이에 본부를 두고 있는 멕시코의 철도회사이다. 1997년에 설립 했으며 캔자스시티 서던 철도의 자회사에 해당한다.

## 역사
이 회사의 시초는 멕시코의 국영 해운기업인 Transportación Marítima Mexicana / Mexican Sea Transportation에 의해 1990년대 중반에 설립이 되었다. 1995년 1월에 에르네스토 세디요 대통령은 북미 자유 무역 협정 가입 이후 경제 위기에 대책의 일환으로 멕시코 철도의 민영화를 진행했다.
2005년에 TFM이 가지고 있던 지분 49%를 캔자스시티 서던 철도에 매각했다. 같은 해 12월에 캔자스시티 서던 철도가 현재의 사명으로 변경했다.

## 사진

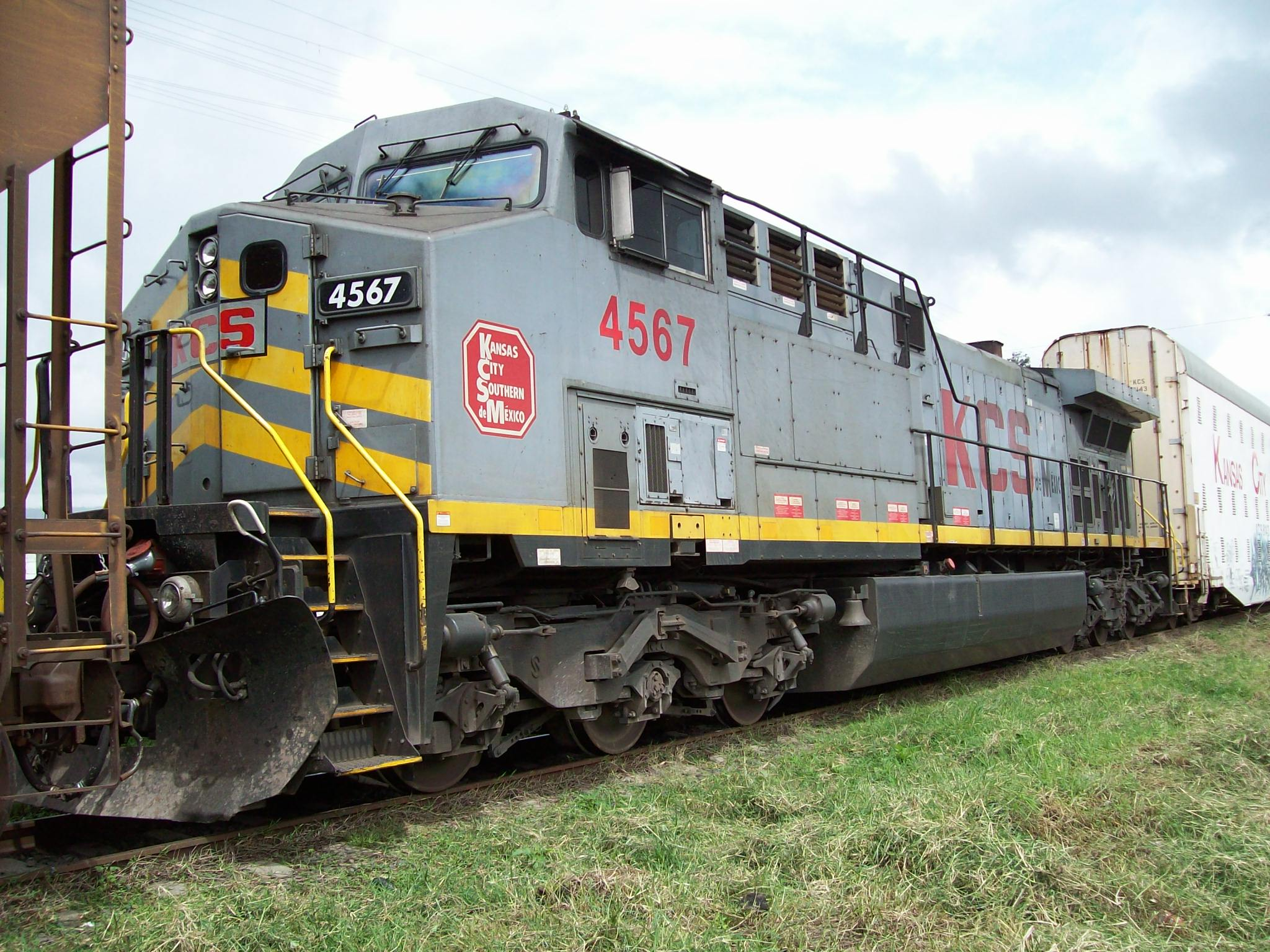
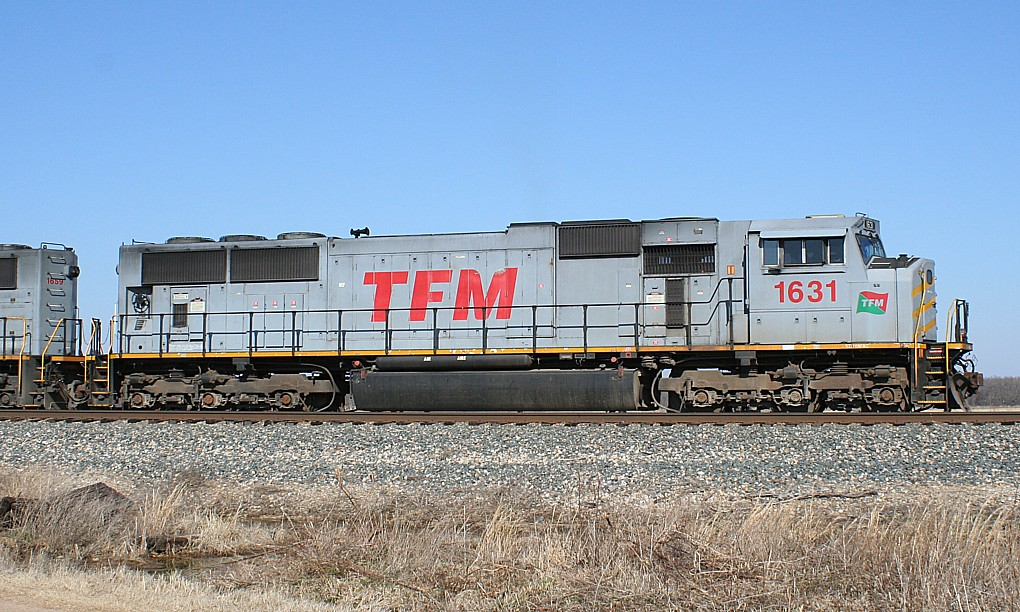

## 같이 보기
- 캔자스시티 서던 철도